# Унковский, Сергей Семёнович
Сергей Семёнович Унковский (Уньковский) (20 сентября (2 октября) 1829 — 13 (26) февраля 1904) — генерал от артиллерии; московский комендант. 

## Биография
Происходил из древнего дворянского рода Унковских. Родился 20 сентября (2 октября) 1829 года в семье Семёна Яковлевича Унковского, был восьмым сыном.
Детство, отрочество и часть юности прошли в Калуге, где он получил домашнее образование в объёме гимназического курса, под руководством учителей Калужской гимназии.
В июле 1846 года он поступил на военную службу фейерверкером в 18-ю артиллерийскую бригаду, а в 1848 году, уже в звании юнкера, был переведён в легкую 3-ю батарею 17-й артиллерийской бригады. В том же году он успешно сдал экзамен в артиллерийском отделении Военно-учебного комитета и 26 октября был произведён в прапорщики.
В составе своей бригады, уже в чине поручика (с 06.09.1854), он принимал участие в Крымской войне. В Инкерманском сражении он получил тяжёлое ранение: шрапнелевая пуля, пробив щеку ниже правого уха, раздробила правую челюсть, разорвала язык и, повредив нёбо, засела в левой нижней челюсти, надломив кость. Рана была настолько ужасна, что сначала его никто не узнавал, даже его денщик. За храбрость и отличие в сражении под Инкерманом в январе 1855 года Унковский был произведён в штабс-капитаны и в 1856 году переведён в 1-ю лейб-гвардии артиллерийскую бригаду. В этом же году он отправился в Париж для консультации с известным дантистом доктором Эвансом, благодаря искусству которого получил возможность правильно говорить и свободно пережёвывать пищу.
В 1858 году Унковский вернулся на службу; с 20 мая 1858 года он был прикомандирован к Тульскому оружейному заводу, где и оставался до 1860 года, когда 13 марта он был назначен помощником командира Московского оружейного арсенала.
Когда был учреждён институт мировых посредников, дворяне Калужской губернии единогласно выбрали Унковского мировым посредником Перемышльского уезда; 4 марта 1861 года он был утверждён в этой должности.
17 апреля 1862 года он был произведён в полковники и в сентябре по собственному желанию оставил место мирового посредника; как писал А. Анненков «весь уезд, с глубоким сожалением расставался с ним и надолго, среди всех знавших его, осталась память о нем, как об истинно добром и высоко-честном человеке…».
С октября 1862 года Сергей Семенович был прикомандирован к Московской крепостной артиллерии, а 2 декабря 1863 года был назначен командиром вновь формирующейся в Мценске 36-й артиллерийской бригады. Служба в ней была отмечена наградами: в 1864 году — орденом Св. Анны 2-й степени, в 1867 году – тем же орденом с императорской короной, а в 1870 году – орденом Св. Владимира 4-й степени; 28 марта 1871 года он был произведён в генерал-майоры, а в 1874 году получил орден Св. Владимира 3-й степени.
В 1875 году он оставил бригаду, поскольку с 20 февраля был назначен 2-м Московским комендантом и начальником Московского военного госпиталя. Его деятельность на этой должности во время русско-турецкой войны 1877-1878 гг. была отмечена орденом Св. Станислава 1-й степени (1878) и орденом Св. Анны 1-й степени (1880).
В мае 1883 года за отличие по службе С. С. Унковский был произведён в генерал-лейтенанты, а в июле назначен комендантом Варшавской Александровской цитадели.
В 1886 году Унковский назначен Московским комендантом и в этом же году был награждён орденом Св. Владимира 2-й степени; затем последовали награждения: в 1889 году — орденом Белого орла; в 1894 году — знаками ордена Св. Александра Невского; в 1896 году произведён в генералы от артиллерии и награждён орденом Бухарской Золотой звезды.
Умер 13 (26) февраля 1904 года в Москве и был похоронен 16 февраля на кладбище Алексеевского женского монастыря (здесь же была похоронена 2 ноября 1902 года его жена).

## Семья
Жена — дочь В. Н. Олива, Екатерина Вильгельмовна. Их дети: сын Сергей (1865—1866) и дочери — София (1866—1869), Екатерина и Варвара.
Варвара Сергеевна Унковская была замужем за генерал-майором Русской армии Дмитрием Эдуардовичем Теннером (1869—1921); их дочь (внучка С. С. Унковского) — филолог Екатерина Дмитриевна Теннер-Мейсельман (1902—1977) — была замужем за историком японского театра, этнографом А. Д. Мейсельманом.